# Willkürmotorik
Als Willkürmotorik (synonym Handlungsmotorik) in der Medizin werden aktiv vom Bewusstsein gesteuerte und ausgelöste Bewegungsabläufe bezeichnet. Diese Steuerungen obliegen somit den höchsten Hirnzentren bzw. sensomotorischen Feldern.(a) (a) Der Begriff ist auf diese Weise von der Motilität im medizinischen Sinne abgegrenzt, die vor allem subcortikalen Steuerungen und Auslöseprozessen unterliegt, wie etwa bei Reflexen.(b) (b)

## Teilaspekt der Motorik
Gelegentlich wird Motorik als synonym mit Willkürmotorik verstanden – als ausschließlich dem freien Willen unterliegend.(c) Meist ist mit Motorik jedoch die Gesamtheit der Beweglichkeit, somit also der Oberbegriff zur willkürlichen und unwillkürlichen Motorik gemeint.(b) (a) Teilaspekte der Motorik werden gewöhnlich durch zusammengesetzte Wortbildungen wie Vasomotorik oder Sensomotorik bezeichnet.(b)

## Nervensystem
Vor der Ausführung einer bewussten Handlung sind unterschiedlichste Hirnstrukturen aktiv. Es ist dabei insbesondere auf die Bedeutung von Planung und Programmierung hinzuweisen. Bei bewussten Handlungen ist nicht nur das letztlich für die Ausführung entscheidende animale Nervensystem beteiligt, zu dem insbesondere die Pyramidenbahn gehört, sondern auch extrapyramidale Nervenbahnen, das Kleinhirn, das limbische System und die Formatio reticularis. Der Kortex repräsentiert nicht einfach einzelne Muskeln, sondern vielmehr Bewegungsabläufe. Er ist nur eine Relaisstation in einem komplexen Regelkreis der Motorik.(a) Auf die Bedeutung der subkortikalen neuronalen Strukturen im Sinne der willkürlichen Aktionsbereitschaft hat Wilder Penfield (1891–1976) hingewiesen, indem er betonte, es gebe keinen Teil der Hirnrinde, dessen Entfernung Bewusstlosigkeit zur Folge habe, diese trete jedoch bei Verletzungen des Hirnstammes ein. Aus dem Unterschied zwischen kortikospinalen und subkortikalen Projektionen resultieren zwei unterschiedliche Lähmungstypen bei zentraler Parese:(b)
1. die distal betonte Form mit Beeinträchtigung der Feinmotorik und der gezielten Bewegung (siehe → Ataxie) sowie
2. die proximal betonte Form der parapyramidalen Bahnen mit Beeinträchtigung der Haltungsfunktion (Ataxie) und nur geringer Störung der distalen Feinmotorik.

Die Unterscheidung der beiden Lähmungstypen geht auf Beobachtungen von Klaus-Joachim Zülch (1910–1988) zurück, der bei Läsionen im Brückenbereich (→ Formatio reticularis) die feinmotorischen Fähigkeiten erhalten sah, wobei die proximalen Gliedmaßenabschnitte aber stärker gelähmt werden können.

## Forensik
Praktische Bedeutung hat der Begriff des Willensakts in der Forensik gewonnen. Die Rechtswissenschaft in Deutschland unterscheidet zwischen Vorsatz und Fahrlässigkeit.(a) Psychologisch ist der Begriff Vorsatz durch das Ichbewusstsein weiter differenziert.(b)